# مجرى قحوم

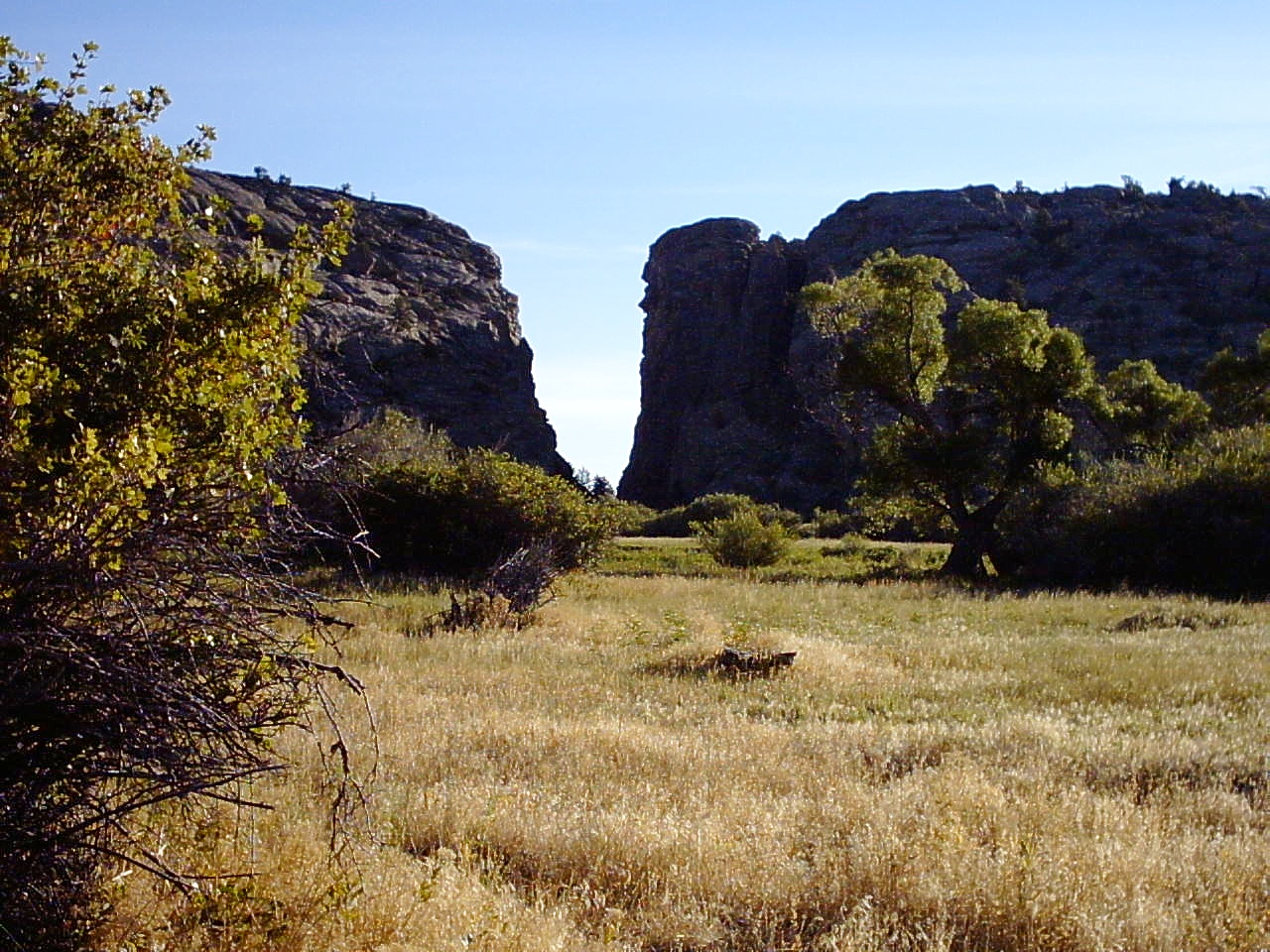
بوابة الشيطان

المجرى القَحوم أو النهر القَحُوم هو مجرى يحافظ على مساره ونمطه الأصليين على الرغم من التغيرات في تضاريس الصخور الأساسية. على سبيل المثال، يمكن أن يتعرض مجرى ذو نمط تصريف شجيري إلى ارتفاع تكتوني بطيء. ومع ذلك يحتُّ المجرى عبر التلال المرتفعة ليشكل خانقًا شديد الانحدار. وهكذا يحافظ الجدول على نمطه التشعبي على الرغم من أنه يتدفق فوق منطقة طبيعية تنتج عادة نمط تصريف تعريشة.

## طالع أيضًا
- خانق
- فجوة مياه
- فجوة رياح